# Distrikt La Pampa
Der Distrikt La Pampa liegt in der Provinz Corongo in der Region Ancash in West-Peru. Der Distrikt wurde am 21. November 1898 gegründet. Er besitzt eine Fläche von 94,5 km². Beim Zensus 2017 wurden 1081 Einwohner gezählt. Im Jahr 1993 lag die Einwohnerzahl bei 1445, im Jahr 2007 bei 1164. Die Distriktverwaltung befindet sich in der 1788 m hoch gelegenen Ortschaft La Pampa mit 820 Einwohnern (Stand 2017). La Pampa liegt 10 km südlich der Provinzhauptstadt Corongo.

## Geographische Lage
Der Distrikt La Pampa liegt an der Westflanke der peruanischen Westkordillere im Süden der Provinz Corongo. Der Río Manta, ein rechter Nebenfluss des Río Santa, fließt entlang der nordwestlichen Distriktgrenze nach Südwesten und entwässert das Areal. 
Der Distrikt La Pampa grenzt im äußersten Westen an den Distrikt Macate (Provinz Santa), im Nordwesten an den Distrikt Yupán, im Norden an die Distrikte Corongo und  Yánac, im Nordosten an den Distrikt Cusca, im Südosten an den Distrikt Yuracmarca sowie im Südwesten an den Distrikt Huallanca (die beiden letztgenannten Distrikte gehören zur Provinz Huaylas).